# 415

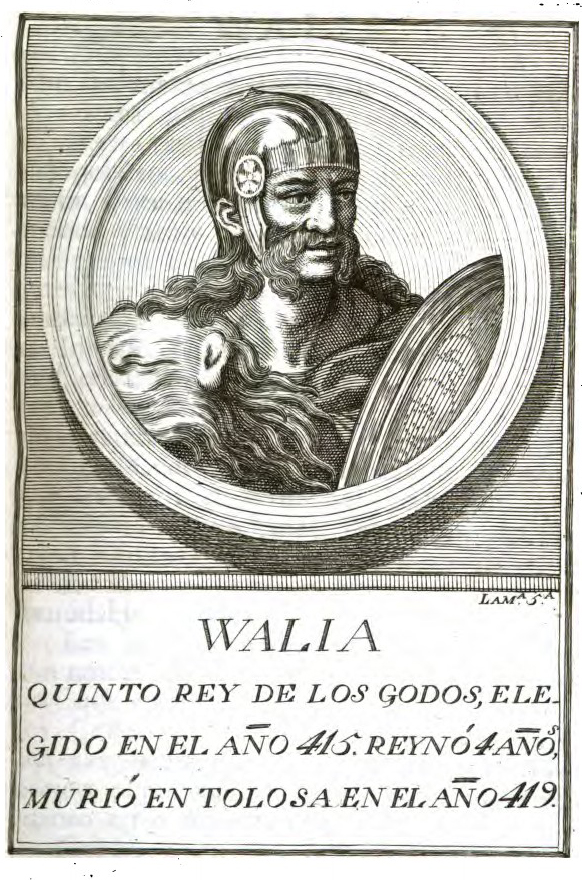
Koning Wallia (r. 415-418)

Het jaar 415 is het 15e jaar in de 5e eeuw volgens de christelijke jaartelling.

## Gebeurtenissen

### Klein-Azië
- De stad Theodosiopolis (huidige Turkije), vernoemd naar keizer Theodosius II, wordt gesticht. (waarschijnlijke datum)

### Europa
- Constantius, Romeins generaal (magister militum), verdrijft de Visigoten uit Gallië. Tijdens de succesvolle veldtocht neemt hij usurpator Priscus Attalus gevangen en stuurt hem onder begeleiding van een escorte naar Ravenna.
- De Visigoten onder leiding van Athaulf vallen het Iberisch Schiereiland binnen. In een tweejarige strijd weten de Goten hun Romeinse bondgenoten de Alanen en Vandalen uit hun woongebieden in Zuid- en Noord-Spanje te verdrijven.
- Wallia (r. 415-418) volgt zijn broer Athaulf op als koning van de Visigoten. Hij sluit een vredesverdrag met keizer Honorius en laat tijdens de onderhandelingen Galla Placidia terugkeren naar Rome, in ruil voor voedseltransporten.

### Azië
- Koning Kumaragupta I (r. 415-455) regeert over het Gupta Rijk (India). De Alchon-Hunnen bedreigen het koninkrijk en voeren een plunderveldtocht in Centraal-Azië.

### Religie
- maart - Hypatia, Griekse neoplatonische filosofe, wordt in Alexandrië door een christelijke menigte op brute wijze vermoord. Dit conflict brengt een smet op patriarch Cyrillus en de Alexandrijnse Kerk.
- Johannes Cassianus, christelijke theoloog, vestigt zich in Marseille en sticht twee kloosters. Hij organiseert monastieke gemeenschappen van mannen en vrouwen naar het Oostelijke model.
- De beenderen van de heilige Stefanus worden gevonden in Jeruzalem. De relikwieën (overblijfselen) worden overgebracht naar het Vaticaan en bijgezet in het graf van Laurentius van Rome.

## Geboren
- Eurik, koning van de Visigoten (waarschijnlijke datum)
- Tonantius Ferreolus, Gallo-Romeins politicus (waarschijnlijke datum)

## Overleden
- Athaulf, koning van de Visigoten
- Hypatia (45), Grieks wiskundige en filosofe